# Graham Foy
Graham Foy (Edmonton, Alberta, 27 de julio de 1987) es un cineasta canadiense que ha trabajado bajo su propio nombre y como Fantavious Fritz. Es más conocido por su primer largometraje The Maiden, que ganó el premio Cinema of the Future en el Festival de Cine de Venecia de 2022 y fue nominado para el premio John Dunning al Mejor Primer Largometraje en los 11th Canadian Screen Awards en 2023. Además el largometraje fue nominado a los Premios de la Sociedad Internacional de Cinéfilos a la mejor película del 2022, compitiendo con otras 19 películas de todo el mundo.
Su filmografía también incluye los cortometrajes Kosmos (2011), Tuesday (2012), Paradise Falls (2013), Lewis (2015), Mouseland (2017), Good Boy (2018) y August 22, This Year (2020). Paradise Falls fue nombrada en la lista anual Top Ten de Canadá del Festival Internacional de Cine de Toronto en 2013, y el 22 de agosto de Este año fue una selección oficial del programa de la Semana Internacional de la Crítica en el Festival de Cine de Cannes 2020.
Su video musical para el sencillo "Work" de Charlotte Day Wilson ganó el Prism Prize en 2018. También fue nominado al Prism Prize en 2017 por " Lavender " de BadBadNotGood.